# Consagração à Nossa Senhora

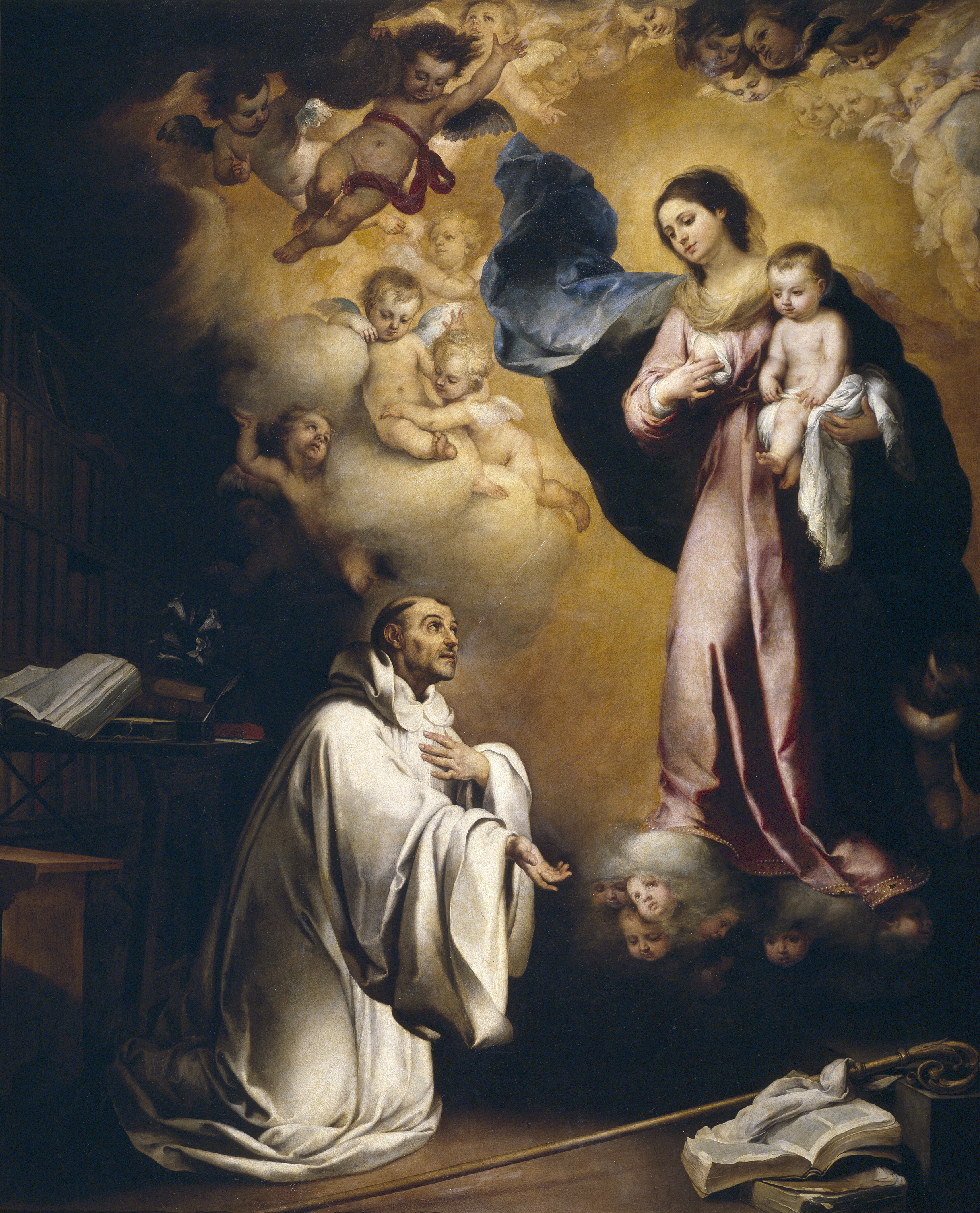
São Bernardo venerando a Virgem Maria no estilo Lactatio Bernardi. Um dos pilares da fé de Bernardo era sua crença na mediação da Virgem nos assuntos da fé.
Por Murillo (1655), atualmente no Museu do Prado, Madrid.

A Consagração à Nossa Senhora é uma oração, de saudação e súplica de intercessão, à Virgem Maria decorrente de uma devoção muito antiga, que remonta aos primeiros séculos da  Igreja. Com o passar do tempo, a consagração passou a ganhar novos elementos, como a criação de fórmulas e orações à Santíssima Virgem. Grandes santos, como Santo Agostinho, São Bernardo, São Domingos e Santo Afonso Maria de Ligório, escreveram sobre Nossa Senhora e sua importância para a Igreja e para a vida dos cristãos. Esta evolução da devoção a Maria ganhou, com São Luís Maria Grignion de Montfort, um método de consagração. Segundo a doutrina católica, a consagração à Virgem não se opõe à fé em Jesus  e na Igreja, mas, ao contrário, nos leva viver com fidelidade os mandamentos da lei de Deus.

## O texto da oração

### Em português
Ó Senhora minha! Ó minha Mãe! Eu me ofereço todo(a) a Vós, e em prova da minha devoção para convosco, Vos consagro neste dia e para sempre: os meus olhos, os meus ouvidos, a minha boca, o meu coração e inteiramente todo o meu ser. E porque assim sou vosso(a), ó incomparável Mãe, guardai-me e defendei-me como coisa e propriedade vossa, lembrai-Vos que Vos pertenço, terna Mãe, Senhora nossa.
Traduções diversas
É comum um erro de interpretação com a consequente adulteração do texto, principalmente em algumas versões cantadas. Mas, não há dúvida, bastando recorrer ao original em latim, língua oficial da Igreja. Na “Raccolta” (em italiano: "coleção", um manual publicado entre 1807 e 1950, que trazia o elenco de orações católicas romanas e outros atos de piedade, como novenas, para que indulgências específicas fossem concedidas pelos papas) e no atual “Enchiridion Indulgentiarum” encontra-se o termo “rem” que é o substantivo feminino latino “res” (este do sânscrito: ra) no caso acusativo, significando: coisa material, corpo, criatura, ser, objeto, assunto, matéria, fato, fenômeno, realidade, modo de vida, trabalho etc (cf. Saraiva, F.R. dos Santos. Novíssimo Dicionário Latino Português. Edição fac-simile. Livraria Garnier. Belo Horizonte. 2006. pag. 1227). Na oração, portanto, a tradução “coisa” é bem acertada. Há pessoas que argumentam que para a "sensibilidade romântica", de alguns fiéis, “coisa” é termo agressivo ou desprezível. Mas esta foi a palavra escolhida para a “Consagração de Escravidão a Jesus e Maria”, segundo a doutrina de São Luís Maria, que justificava que os homens guardam, com zelo e carinho, muitas coisas e propriedade, tais como objetos que relembram algo e objetos considerados preciosos. Assim, os homens são, aos olhos de Maria,  exatamente tais coisas preciosas. A doutrina e a exegese explicam que Maria bem conhece este preço: “De fato, fostes comprados, e por preço muito alto!”  (1Cor 6,20a).

### Em latim
O Domina mea! O Mater mea! Tibi me totum offero, atque, ut me tibi probem devotum, consecro tibi [hodie*] oculos meos, aures meas, os meum, cor meum, plane me totum. Quoniam itaque tuus sum, o bona Mater, serva me, defende me ut rem ac possessionem tuam. Amen.

## Música
Vários compositores escreveram música para o texto da Consagração. No Brasil, é celebre a interpretação do Padre Antônio Maria.